# Précorbin
Précorbin és un municipi francès situat al departament de la Manche i a la regió de Normandia. L'any 2007 tenia 511 habitants.

## Demografia

### Població
El 2007 la població de fet de Précorbin era de 511 persones. Hi havia 196 famílies de les quals 40 eren unipersonals (24 homes vivint sols i 16 dones vivint soles), 72 parelles sense fills, 72 parelles amb fills i 12 famílies monoparentals amb fills.
La població ha evolucionat segons el següent gràfic:
Habitants censats

### Habitatges
El 2007 hi havia 217 habitatges, 196 eren l'habitatge principal de la família, 12 eren segones residències i 9 estaven desocupats. Tots els 216 habitatges eren cases. Dels 196 habitatges principals, 166 estaven ocupats pels seus propietaris i 30 estaven llogats i ocupats pels llogaters; 1 tenia una cambra, 14 en tenien dues, 16 en tenien tres, 57 en tenien quatre i 108 en tenien cinc o més. 170 habitatges disposaven pel capbaix d'una plaça de pàrquing. A 76 habitatges hi havia un automòbil i a 104 n'hi havia dos o més.

### Piràmide de població
La piràmide de població per edats i sexe el 2009 era:
| Homes | Edats   | Dones |
| ----- | ------- | ----- |
| 0     | 95 o +  | 0     |
| 0     | 90 a 94 | 0     |
| 8     | 85 a 89 | 0     |
| 0     | 80 a 84 | 4     |
| 4     | 75 a 79 | 12    |
| 4     | 70 a 74 | 0     |
| 12    | 65 a 69 | 8     |
| 12    | 60 a 64 | 16    |
| 8     | 55 a 59 | 4     |
| 16    | 50 a 54 | 16    |
| 20    | 45 a 49 | 16    |
| 24    | 40 a 44 | 16    |
| 24    | 35 a 39 | 28    |
| 20    | 30 a 34 | 12    |
| 4     | 25 a 29 | 4     |
| 8     | 20 a 24 | 8     |
| 16    | 15 a 19 | 20    |
| 20    | 10 a 14 | 8     |
| 16    | 5 a 9   | 16    |
| 8     | 0 a 4   | 16    |

## Economia
El 2007 la població en edat de treballar era de 332 persones, 252 eren actives i 80 eren inactives. De les 252 persones actives 241 estaven ocupades (143 homes i 98 dones) i 11 estaven aturades (5 homes i 6 dones). De les 80 persones inactives 23 estaven jubilades, 31 estaven estudiant i 26 estaven classificades com a «altres inactius».

### Ingressos
El 2009 a Précorbin hi havia 201 unitats fiscals que integraven 523 persones, la mediana anual d'ingressos fiscals per persona era de 16.933 €.

### Activitats econòmiques
Dels 15 establiments que hi havia el 2007, 1 era d'una empresa extractiva, 2 d'empreses alimentàries, 1 d'una empresa de fabricació d'altres productes industrials, 5 d'empreses de construcció, 3 d'empreses de comerç i reparació d'automòbils, 1 d'una empresa de transport, 1 d'una empresa de serveis i 1 d'una entitat de l'administració pública.
Dels 4 establiments de servei als particulars que hi havia el 2009, 1 era un taller de reparació d'automòbils i de material agrícola, 1 guixaire pintor, 1 fusteria i 1 electricista.
Dels 2 establiments comercials que hi havia el 2009, 1 era una botiga de menys de 120 m² i 1 una fleca.
L'any 2000 a Précorbin hi havia 28 explotacions agrícoles que ocupaven un total de 440 hectàrees.

## Poblacions més properes
El següent diagrama mostra les poblacions més properes.